# Купол Тарсис
Tharsis Tholus — це щитовий вулкан середніх розмірів, розташований у східній частині вулканічного регіону Tharsis на планеті Марс. Цей вулкан був відкритий космічним апаратом Mariner 9 1972 року, і тоді ж йому було присвоєна неофіційна назва «Вулкан 7» (Volcano 7). 1973 року Міжнародний астрономічний союз (МАС), призначив йому офіційну назву Tharsis Tholus. У планетології, терміном tholus (мн. tholi) позначають невеликі куполоподібні гори, переважно вулкани.

## Загальний опис

Мапа квадрангла Tharsis. Tharsis Tholus розташований скраю справа.

Tharsis Tholus розташований на східному краю квадрангла Tharsis за координатами 13,5° пн. ш., 91°зх. д. Він перебуває за 800 км від Ascraeus Mons у східно-північно-східному напрямку від останнього, і є найпівнічнішим з-поміж усіх великих вулканів регіону Tharsis Montes. Лава з вулканів Tharsis Montes та інших джерел в межах вулканічного регіону Tharsis цілковито оточує вулкан Tharsis Tholus, формуючи при його основі широку вулканічну рівнину.
Розмір Tharsis Tholus становить 155 км x 125 км. Він має виражену опуклу форму, і є унікальним серед усіх інших марсіанських вулканів через надзвичайно сильний вплив на нього розломоутворення. Великі звичайні розломи перетинають вулкан та цілковито проникають всередину нього, ділячи усю гору на декілька великих блоків, або секторів. Вулкан має видовжену центральну кальдеру (кратер), розмір якого становить 36,7 × 38.9 км, а глибина — 3 км.
У профіль Tharsis Tholus має куполоподібну (опуклу) форму, із бічними схилами, кут нахилу яких варіюється від менш як 1° ближче до вершини, до 16° при основі. Середнє значення кута нахилу становить 10°, що робить його одним із найстрімкіших вулканів на Марсі. Висота вулкана сягає близько 9 км. Підніжжя вулкана поховане під шаром молодих (Амазонського періоду) лавових потоків, найімовірніше, із Tharsis Montes, тож точна висота основної гори не може бути визначена з певністю. Приблизні оцінки товщини лави при основі Tharsis Tholus варіюються від 500 м до 3.5 км.
Більша частина поверхні вулкана покрита товстим шаром дрібнозернистого пилу або попелу, що надає схилам вулкана гладкого та дещо торосистого вигляду. Майже всюди ця пилова мантія приховує під собою скельну основу, і лише в місцях із стрімкими схилами, наприклад, вздовж верхніх стінок кальдери, скелі виходять на поверхню. На дні кальдери присутній шлейф матеріалу, що походить зі зсувів, які відбувалися на західній та південно-східній стінках кальдери.

## Геологія

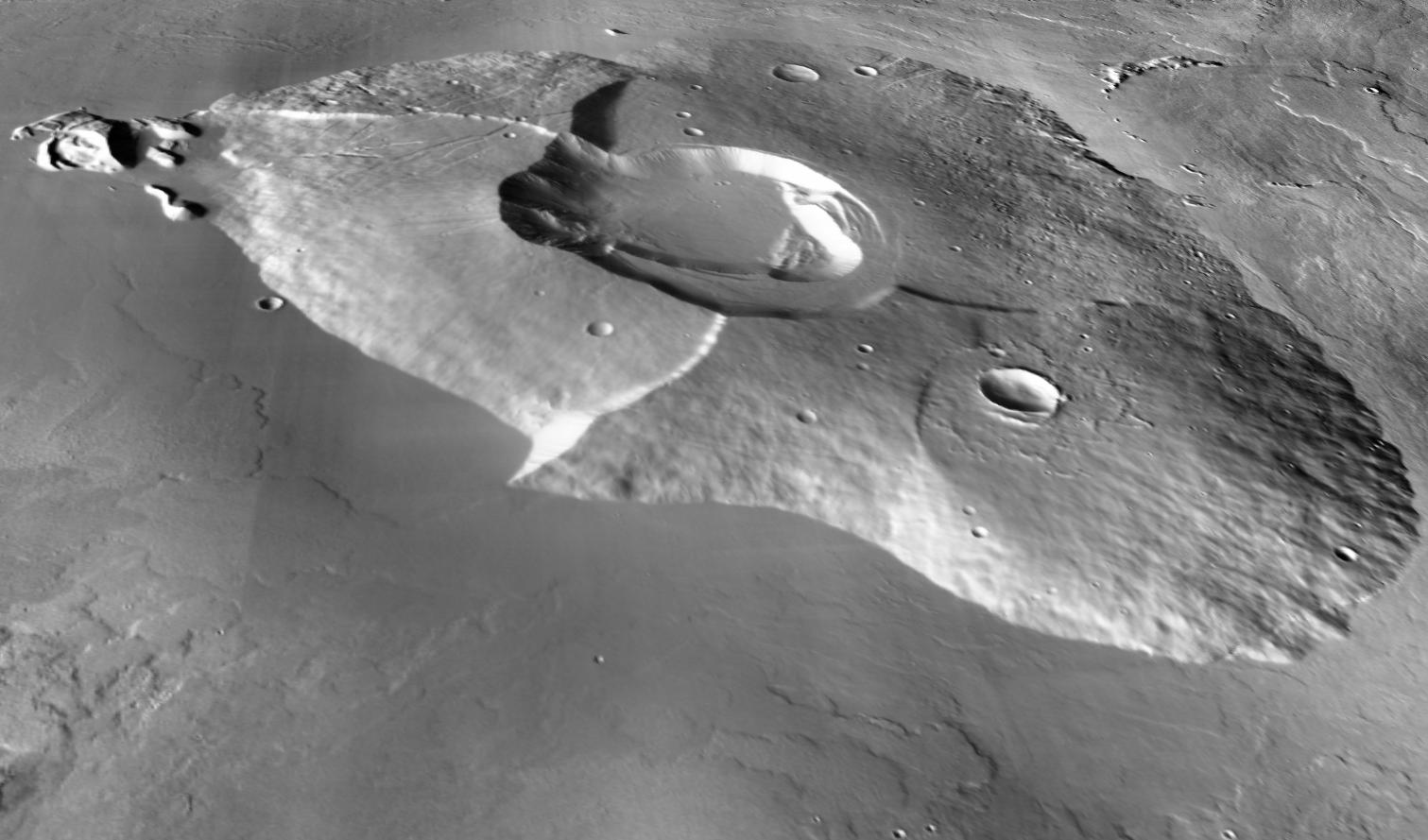
Вид згори та збоку на вулкан Tharsis Tholus, напрямок — північний схід. Зверніть увагу на дещо опущений блок на західному схилі, межами якому слугують прості розломи. Вгорі зліва видно велике відкладення, утворене внаслідок лавини поверхневого матеріалу. Вузькі грабени, що прямують на північний схід, перетинають весь вулкан. масштабні лавові потоки із регіону Tharsis видно зліва внизу та вгорі справа. Цей знімок є денною інфрачервоною мозаїкою, виконаною камерою THEMIS, накладеною на карту MOLA.

Порівняно стрімкі схили вулкана та його куполоподібна форма привели деяких перших дослідників до умовиводів, що цей вулкан утворився радше з в'язкої кремнієвої лави або з пірокластичних порід, аніж з більш текучих базальтів. Однак пізніші дослідження на основі даних, зібраних космічними апаратами Mars Odyssey, Mars Express, та Mars Reconnaissance Orbiter (MRO) свідчать про те, що Tharsis Tholus є, найімовірніше, базальтовим щитовим вулканом, або ж щитом зі стратоконічною складовою. Дані спектрометра CRISM із MRO демонструють, що лава, яка виходить на поверхню на ескарпах кальдери, складається із піроксенів, багатих на кальцій, а також бідних на кальцій. Олівін поширений у великій кількості на західному схилі вулкана, але видається, що він присутній лише у складі пилу, що покриває вулкан. Не було виявлено ознак філосилікатів (глинистих мінералів), сульфатів чи оксидів заліза.
Tharsis Tholus має складну вулканічно-тектонічну історію. Основна його конструкція змінювалася протягом щонайменше чотирьох окремих епізодів структурної деформації. Найвиразнішою ділянкою деформації є центральний комплекс кальдер, який складається із зовнішньої, старшої кальдери, та внутрішньої, молодшої. Ці кальдери обрамлені добре збереженою системою концентричних нормальних скидів (розломів), а також периферичними кільцевими розломами. Третя, заледве видима кальдера присутня на південному схилі вулкана. Значна частина кільцевого вала цієї кальдери похована під викидами із молодого ударного кратера; однак про саму присутність кальдери свідчить майже рівна округла площа діаметром приблизно 45 км.
Система великих, дугоподібних розломів розташована радіально до центру вулкана. Звичайні розломи мають великі відступи та розділяють вулкан на чотири сектори. Північний та південний сектори мають гладкі, профілі, вигнуті вгору. Західний та східний сектори вулкана складаються з гігантських опущених блоків. Великі відклади із лавин поверхневого матеріалу присутні на північно-західному краю західного блоку. Ці відклади, як видається, утворені з пов'язаних шматків поверхневого матеріалу, що походять із опущеного західного схилу. Деякі дослідники порівнювали цю деформацію на схилах Tharsis Tholus до «колапсу секторів» на вулкані Мауна-Лоа, що в Гаваях, а також на деяких інших земних вулканах. Колапс сектора — це катастрофічне зміщення схилу вулкана, спричинене бічним розширенням вулкана. Іншим часто згадуваним у цьому випадку земним аналогом вулкана Tharsis Tholus є вулкан Мадерас у Нікарагуа.
На додачу до нормальних скидів, значні частини вулкана перетинає також система вузьких паралельних грабенів. Ці грабени простягаються на північний схід та варіюються за шириною від 0.5 до 2.8 км. Ланцюги ерозійних кратерів, що асоціюються з грабенами тут теж присутні. Співвідношення віку між грабенами та нормальними розломами є досить складним. У деяких місцях грабени наче пересікають нормальні розломи, що свідчить про те, що вони є молодшими за останніх. Однак простягання нормальних розломів має сильний північно-східний нахил, що свідчить про те, що напруження, в результаті яких сформувалися грабени, передували утворенню звичайних розломів. Цілком можливо, що грабени розвивалися поетапно протягом значного періоду часу, та могли утворюватись у деяких випадках однозначно з розломами.
Присутність двох кальдер дозволяє припустити, що під вулканом розташовані дві окремі магматичні комори. Таким чином, утворення Tharsis Tholus може бути результатом одночасного зростання двох вулканів на одному місці, більший з яких займає приблизно дві третини структури з північного боку.

## Вік
Підрахунок кратерів свідчить, що найстаріші частини Tharsis Tholus утворилися близько 3.82 мільярдів років тому, і походять з пізнього Нойського періоду. Від західного схилу, за підрахунками, становить близько 3.73 мільярди років, а східного — близько 1.08 мільярдів років (середній Амазонський період). Виверження з тріщини на південному схилі спричинило потоки лави 196 мільйонів років тому (пізній Амазонський період). Вулканічна активність, таким чином, покриває понад 3.6 мільярдів років марсіанської історії. Виверження з тріщини на південному схилі Tharsis Tholus є порівняно молодим, тож це може свідчити про можливість подальшої вулканічної активності у цьому місці.

## Галерея
|                                                                        |
| Знімок Tharsis Tholus, виконаний орбітальним апаратом Viking 1 (1977). |

| |
| Північно-західна стіна кальдери Tharsis Tholus, знімок HiRISE. Зверніть увагу на оголення скельної основи вгорі. |

| |
| Рівнини із лавових потоків на північний схід від Tharsis Tholus, знімок THEMIS. Вулкан оточений цими потоками Амазонського періоду, що походять із регіону Tharsis, розташованого на заході. |

| |
| Велике скупчення матеріалу, утворене внаслідок лавини на північно-західному краю Tharsis Tholus (край вулкана розташований справа відносно цього скупчення на знімку). Знімок HiRISE. Зверніть увагу на темну смугу на схилі, яку видно зліва посередині цього зображення. |

| |
| Ланцюжок ерозійних кратерів на північному заході Tharsis Tholus, знімок виконаний апаратом Mars Global Surveyor. |